# درژاوین ۲۳۴۰۹

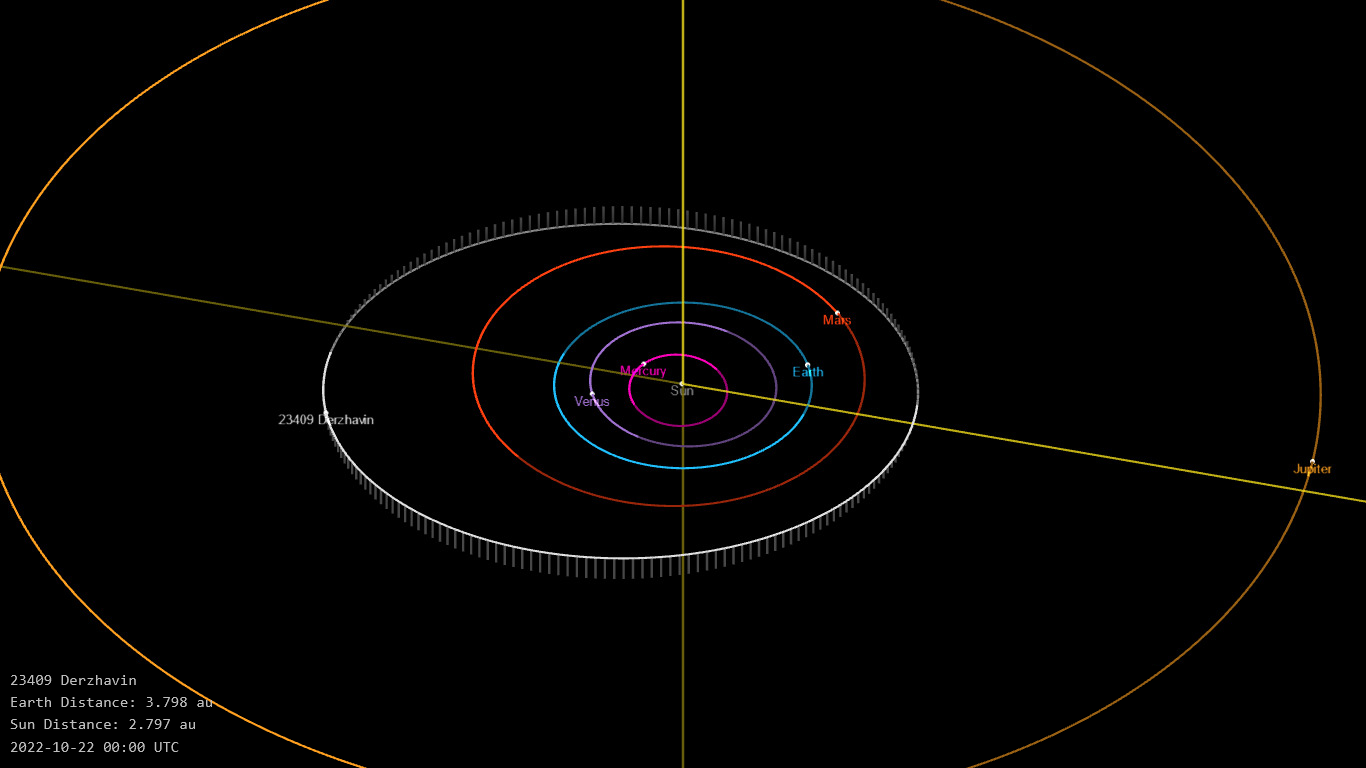
درواژین 23409

سیارک ۲۳۴۰۹ (به انگلیسی: 23409 Derzhavin، نامگذاری:1978QF1) بیست و سه هزار و چهارصد و نهمین سیارک کشف شده‌است که در ۳۱ اوت ۱۹۷۸ کشف شد.
قدر مطلق سیارک برابر ۱۶.۲ است.